# Robin Olsen
Robin Patrick Olsen (Malmö, 8 gennaio 1990) è un calciatore svedese, portiere del Malmö FF e della nazionale svedese.

## Biografia
Nato in Svezia, ha origini danesi. Sposato con Mia Lindgren, da lei ha avuto due figli di nome Alicia e Alexander.

## Caratteristiche tecniche
Portiere dotato di buona agilità e riflessi, difficilmente si spinge fuori dall'area di rigore.

## Carriera

### Club

#### Gli inizi, Malmö
La sua carriera si sviluppa inizialmente nelle serie minori della Svezia, militando sempre in squadre del circondario di Malmö.
Nel 2012 approda nella principale squadra cittadina, il Malmö FF, in cui già era cresciuto e con cui debutta il 1º ottobre 2012 nel match esterno contro il Syrianska (vinto 0-2), complice la squalifica del portiere titolare Johan Dahlin. La seconda presenza nella massima serie svedese la mette a segno qualche mese più tardi, il 5 aprile 2013, quando subentra a un Dahlin questa volta infortunato. In totale colleziona 10 presenze in campionato nella stagione 2013, in cui il Malmö FF torna a vincere lo scudetto. Con la cessione di Johan Dahlin, a partire dal campionato 2014, Olsen viene promosso titolare. Al termine della stessa stagione, viene nominato miglior portiere dell'Allsvenskan 2014.

#### PAOK e Copenaghen
Il 2 luglio 2015 il PAOK comunica l'acquisto del portiere svedese.
Il 26 gennaio 2016 viene ufficializzato il prestito semestrale di Olsen ai danesi del Copenaghen. Le prestazioni positive inducono la società ad acquistarlo a titolo definitivo per circa 600 000 euro Al termine del campionato 2016-2017 diventa il portiere più volte imbattuto nell'arco di una singola stagione della Superligaen danese, avendo mantenuto inviolata la propria porta per 19 partite (il precedente record era di 17 e apparteneva al compagno di squadra Stephan Andersen).

#### Roma
Il 24 luglio 2018 viene acquistato dalla Roma per 8,5 milioni di euro (più altri 3,5 milioni legati al raggiungimento di eventuali bonus). Esordisce il 19 agosto successivo nella partita Torino-Roma, terminata 0-1 a favore della compagine giallorossa. Con il compito di sostituire Alisson Becker, trasferitosi al Liverpool, nella prima parte di stagione, godendo della fiducia di mister Eusebio Di Francesco si segnala per prestazioni positive; tuttavia, nel prosieguo dell'annata, il suo rendimento subisce un progressivo calo nelle prestazioni, tanto che il nuovo allenatore Claudio Ranieri gli preferisce il compagno di reparto Antonio Mirante.

#### Prestiti a Cagliari, Everton e Sheffield Utd
Il 30 agosto 2019 viene ceduto in prestito annuale al Cagliari. Due giorni dopo debutta con i sardi, nella partita casalinga contro l'Inter persa per 1-2. Dopo un girone d'andata da titolare fisso (escluse quattro partite saltate a dicembre per squalifica) in gennaio viene escluso dai titolari per fare spazio al rientrante Alessio Cragno, per poi tornare titolare il 1º marzo 2020,in occasione della sconfitta per 3-4 contro la Roma. Terminato il prestito, fa ritorno alla Roma il 30 giugno, prima della fine della stagione, prolungata a causa della pandemia di Covid-19.
Il 6 ottobre 2020 viene ufficializzato il suo prestito all'Everton. Debutta con i Toffees il 1º novembre seguente, nella sconfitta esterna di Premier League contro il Newcastle Utd (2-1). Nel corso della stagione viene utilizzato in 11 occasioni tra campionato e coppe facendo il secondo dietro a Jordan Pickford.
Di ritorno al club capitolino, il 31 agosto 2021 si trasferisce in prestito con diritto di riscatto allo Sheffield Utd. Debutta con il nuovo club il 14 settembre successivo, in occasione della gara interna di campionato contro il Preston N.E. (2-2). Inizialmente titolare, perde successivamente il posto da titolare in favore di Wes Foderingham a causa di un infortunio.

#### Aston Villa
Il 18 gennaio 2022 fa ritorno alla Roma, che il giorno stesso lo gira in prestito all'Aston Villa. Riserva di Emiliano Martínez, debutta con i villains il 22 maggio seguente, all'ultima giornata, nella sconfitta per 3-2 contro il Manchester City, che ha consentito ai citizens di laurearsi campioni d'Inghilterra. Nell'occasione è stato aggredito da dei tifosi della squadra avversaria a fine partita.
Il 4 giugno 2022 viene riscattato dal club inglese. Con i Villans rimane fino al 30 giugno 2025, giorno in cui si conclude il suo contratto.

#### Ritorno al Malmö
Il 26 maggio 2025 viene annunciato il suo ritorno al Malmö FF, a partire dall'8 luglio seguente. 

### Nazionale
Olsen debutta con la nazionale svedese in un'amichevole contro la Costa d'Avorio del 15 gennaio 2015, vinta 2-0 dagli svedesi. Viene convocato per il campionato d'Europa 2016 come riserva di Andreas Isaksson, da cui ha ereditato il posto da titolare al termine della manifestazione.
Ha dato il suo contributo alla qualificazione al campionato del mondo 2018 della selezione scandinava con le sue parate, risultando decisivo anche nello spareggio qualificazione contro l'Italia. Successivamente disputa il Mondiale in Russia, subendo 4 gol in 5 presenze e fermandosi ai quarti di finale.
Convocato per Euro 2020 (competizione disputata nel 2021 a causa della pandemia da COVID-19), colleziona due clean sheets (partite a reti inviolate) nel torneo e, con le sue parate, permette la qualificazione agli ottavi di finale della Svezia da prima nel girone, segnalandosi in particolare nel pareggio per 0-0 contro la Spagna. Il torneo degli svedesi si conclude agli ottavi perché vengono eliminati dall'Ucraina ai supplementari.

## Statistiche

### Presenze e reti nei club
Statistiche aggiornate al 27 maggio 2025.
| Stagione                | Squadra                 | Campionato              | Campionato | Campionato | Coppe nazionali | Coppe nazionali | Coppe nazionali | Coppe continentali | Coppe continentali | Coppe continentali | Altre coppe | Altre coppe | Altre coppe | Totale | Totale |
| Stagione                | Squadra                 | Comp                    | Pres       | Reti       | Comp            | Pres            | Reti            | Comp               | Pres               | Reti               | Comp        | Pres        | Reti        | Pres   | Reti   |
| ----------------------- | ----------------------- | ----------------------- | ---------- | ---------- | --------------- | --------------- | --------------- | ------------------ | ------------------ | ------------------ | ----------- | ----------- | ----------- | ------ | ------ |
| 2007                    | Limhamn Bunkeflo        | B                       | ?          | -?         | -               | -               | -               | -                  | -                  | -                  | -           | -           | -           | ?      | -?     |
| 2008                    | Limhamn Bunkeflo        | D1                      | ?          | -?         | -               | -               | -               | -                  | -                  | -                  | -           | -           | -           | ?      | -?     |
| 2009                    | Limhamn Bunkeflo        | D1                      | 8          | -?         | -               | -               | -               | -                  | -                  | -                  | -           | -           | -           | 8      | -?     |
| Totale Limhamn Bunkeflo | Totale Limhamn Bunkeflo | Totale Limhamn Bunkeflo | 8+?        | -?         |                 | -               | -               |                    | -                  | -                  |             | -           | -           | 8+     | -?     |
| 2010                    | Bunkeflo IF             | B                       | 18         | -?         | -               | -               | -               | -                  | -                  | -                  | -           | -           | -           | 18     | -?     |
| 2011                    | IFK Klagshamn           | B                       | 19         | -10        | -               | -               | -               | -                  | -                  | -                  | -           | -           | -           | 19     | -10    |
| 2012                    | Malmö FF                | A                       | 1          | 0          | CS              | 1               | -3              | -                  | -                  | -                  | -           | -           | -           | 2      | -3     |
| 2013                    | Malmö FF                | A                       | 10         | -9         | CS              | 5               | -5              | UEL                | 0                  | 0                  | SS          | 0           | 0           | 15     | -14    |
| 2014                    | Malmö FF                | A                       | 29         | -28        | CS              | 4               | -1              | UCL                | 12                 | -21                | SS          | 0           | 0           | 45     | -50    |
| gen.-lug. 2015          | Malmö FF                | A                       | 13         | -16        | CS              | -               | -               | UCL                | -                  | -                  | -           | -           | -           | 13     | -16    |
| 2015-gen. 2016          | PAOK                    | SL                      | 11         | -12        | CG              | 1               | -2              | UEL                | 7                  | -4                 | -           | -           | -           | 19     | -18    |
| gen.-giu. 2016          | Copenaghen              | SL                      | 14         | -11        | CD              | -               | -               | -                  | -                  | -                  | -           | -           | -           | 14     | -11    |
| 2016-2017               | Copenaghen              | SL                      | 24+9       | -10 + -7   | CD              | 1               | -1              | UCL+UEL            | 11+4               | -4 + -4            | -           | -           | -           | 49     | -26    |
| 2017-2018               | Copenaghen              | SL                      | 23+1       | -29 + -2   | CD              | 1               | -1              | UCL+UEL            | 6+6                | -7 + -6            | -           | -           | -           | 37     | -45    |
| Totale Copenaghen       | Totale Copenaghen       | Totale Copenaghen       | 71         | -59        |                 | 2               | -2              |                    | 27                 | -21                |             | -           | -           | 100    | -82    |
| 2018-2019               | Roma                    | A                       | 27         | -42        | CI              | 2               | -7              | UCL                | 6                  | -9                 | -           | -           | -           | 35     | -58    |
| 2019-2020               | Cagliari                | A                       | 17         | -24        | CI              | 2               | -5              | -                  | -                  | -                  | -           | -           | -           | 19     | -29    |
| 2020-2021               | Everton                 | PL                      | 7          | -9         | FACup+CdL       | 3+1             | -5 + -2         | -                  | -                  | -                  | -           | -           | -           | 11     | -16    |
| 2021-gen. 2022          | Sheffield Utd           | FLC                     | 11         | -17        | FACup+CdL       | 0+0             | 0               | -                  | -                  | -                  | -           | -           | -           | 11     | -17    |
| gen.-giu. 2022          | Aston Villa             | PL                      | 1          | -3         | FACup+CdL       | 0+0             | 0+0             | -                  | -                  | -                  | -           | -           | -           | 1      | -3     |
| 2022-2023               | Aston Villa             | PL                      | 4          | -8         | FACup+CdL       | 1+1             | -2 + -4         | -                  | -                  | -                  | -           | -           | -           | 6      | -14    |
| 2023-2024               | Aston Villa             | PL                      | 5          | -13        | FACup+CdL       | 0+1             | 0 + -2          | UECL               | 4                  | -5                 | -           | -           | -           | 10     | -20    |
| 2024-2025               | Aston Villa             | PL                      | 4          | -6         | FACup+CdL       | 1+0             | -1+0            | UCL                | 0                  | 0                  | -           | -           | -           | 5      | -7     |
| Totale Aston Villa      | Totale Aston Villa      | Totale Aston Villa      | 14         | -30        |                 | 4               | -9              |                    | 4                  | -5                 |             | -           | -           | 22     | -44    |
| lug.-dic. 2025          | Malmö FF                | A                       | -          | -          | CS              | -               | -               | -                  | -                  | -                  | -           | -           | -           | -      | -      |
| Totale Malmö FF         | Totale Malmö FF         | Totale Malmö FF         | 53         | -53        |                 | 10              | -9              |                    | 12                 | -21                |             | 0           | 0           | 75     | -83    |
| Totale carriera         | Totale carriera         | Totale carriera         | 253+?      | -256+?     |                 | 22              | -36             |                    | 56                 | -60                |             | 0           | 0           | 331    | -350+? |

### Cronologia presenze e reti in nazionale
| Cronologia completa delle presenze e delle reti in nazionale ― Svezia | Cronologia completa delle presenze e delle reti in nazionale ― Svezia | Cronologia completa delle presenze e delle reti in nazionale ― Svezia | Cronologia completa delle presenze e delle reti in nazionale ― Svezia | Cronologia completa delle presenze e delle reti in nazionale ― Svezia | Cronologia completa delle presenze e delle reti in nazionale ― Svezia | Cronologia completa delle presenze e delle reti in nazionale ― Svezia | Cronologia completa delle presenze e delle reti in nazionale ― Svezia |
| Data                                                                  | Città                                                                 | In casa                                                               | Risultato                                                             | Ospiti                                                                | Competizione                                                          | Reti                                                                  | Note                                                                  |
| --------------------------------------------------------------------- | --------------------------------------------------------------------- | --------------------------------------------------------------------- | --------------------------------------------------------------------- | --------------------------------------------------------------------- | --------------------------------------------------------------------- | --------------------------------------------------------------------- | --------------------------------------------------------------------- |
| 15-1-2015                                                             | Abu Dhabi                                                             | Svezia                                                                | 2 – 0                                                                 | Costa d'Avorio                                                        | Amichevole                                                            | -                                                                     |                                                                       |
| 31-3-2015                                                             | Solna                                                                 | Svezia                                                                | 3 – 1                                                                 | Iran                                                                  | Amichevole                                                            | -1                                                                    |                                                                       |
| 24-3-2016                                                             | Adalia                                                                | Turchia                                                               | 2 – 1                                                                 | Svezia                                                                | Amichevole                                                            | -2                                                                    |                                                                       |
| 5-6-2016                                                              | Solna                                                                 | Svezia                                                                | 3 – 0                                                                 | Galles                                                                | Amichevole                                                            | -                                                                     | 46’                                                                   |
| 6-9-2016                                                              | Solna                                                                 | Svezia                                                                | 1 – 1                                                                 | Paesi Bassi                                                           | Qual. Mondiali 2018                                                   | -1                                                                    |                                                                       |
| 7-10-2016                                                             | Lussemburgo                                                           | Lussemburgo                                                           | 0 – 1                                                                 | Svezia                                                                | Qual. Mondiali 2018                                                   | -                                                                     |                                                                       |
| 10-10-2016                                                            | Solna                                                                 | Svezia                                                                | 3 – 0                                                                 | Bulgaria                                                              | Qual. Mondiali 2018                                                   | -                                                                     |                                                                       |
| 11-11-2016                                                            | Saint-Denis                                                           | Francia                                                               | 2 – 1                                                                 | Svezia                                                                | Qual. Mondiali 2018                                                   | -2                                                                    |                                                                       |
| 25-3-2017                                                             | Solna                                                                 | Svezia                                                                | 4 – 0                                                                 | Bielorussia                                                           | Qual. Mondiali 2018                                                   | -                                                                     |                                                                       |
| 9-6-2017                                                              | Solna                                                                 | Svezia                                                                | 2 – 1                                                                 | Francia                                                               | Qual. Mondiali 2018                                                   | -1                                                                    |                                                                       |
| 31-8-2017                                                             | Sofia                                                                 | Bulgaria                                                              | 3 – 2                                                                 | Svezia                                                                | Qual. Mondiali 2018                                                   | -3                                                                    |                                                                       |
| 3-9-2017                                                              | Borisov                                                               | Bielorussia                                                           | 0 – 4                                                                 | Svezia                                                                | Qual. Mondiali 2018                                                   | -                                                                     |                                                                       |
| 7-10-2017                                                             | Solna                                                                 | Svezia                                                                | 8 – 0                                                                 | Lussemburgo                                                           | Qual. Mondiali 2018                                                   | -                                                                     |                                                                       |
| 10-10-2017                                                            | Amsterdam                                                             | Paesi Bassi                                                           | 2 – 0                                                                 | Svezia                                                                | Qual. Mondiali 2018                                                   | -2                                                                    |                                                                       |
| 10-11-2017                                                            | Solna                                                                 | Svezia                                                                | 1 – 0                                                                 | Italia                                                                | Qual. Mondiali 2018                                                   | -                                                                     |                                                                       |
| 13-11-2017                                                            | Milano                                                                | Italia                                                                | 0 – 0                                                                 | Svezia                                                                | Qual. Mondiali 2018                                                   | -                                                                     | 90+3’                                                                 |
| 2-6-2018                                                              | Solna                                                                 | Svezia                                                                | 0 – 0                                                                 | Danimarca                                                             | Amichevole                                                            | -                                                                     |                                                                       |
| 9-6-2018                                                              | Göteborg                                                              | Svezia                                                                | 0 – 0                                                                 | Perù                                                                  | Amichevole                                                            | -                                                                     |                                                                       |
| 18-6-2018                                                             | Nižnij Novgorod                                                       | Svezia                                                                | 1 – 0                                                                 | Corea del Sud                                                         | Mondiali 2018 - 1º turno                                              | -                                                                     |                                                                       |
| 23-6-2018                                                             | Soči                                                                  | Germania                                                              | 2 – 1                                                                 | Svezia                                                                | Mondiali 2018 - 1º turno                                              | -2                                                                    |                                                                       |
| 27-6-2018                                                             | Ekaterinburg                                                          | Messico                                                               | 0 – 3                                                                 | Svezia                                                                | Mondiali 2018 - 1º turno                                              | -                                                                     |                                                                       |
| 3-7-2018                                                              | San Pietroburgo                                                       | Svezia                                                                | 1 – 0                                                                 | Svizzera                                                              | Mondiali 2018 - Ottavi di finale                                      | -                                                                     |                                                                       |
| 7-7-2018                                                              | Samara                                                                | Svezia                                                                | 0 – 2                                                                 | Inghilterra                                                           | Mondiali 2018 - Quarti di finale                                      | -2                                                                    |                                                                       |
| 10-9-2018                                                             | Solna                                                                 | Svezia                                                                | 2 – 3                                                                 | Turchia                                                               | UEFA Nations League 2018-2019 - 1º turno                              | -3                                                                    |                                                                       |
| 11-10-2018                                                            | Kaliningrad                                                           | Russia                                                                | 0 – 0                                                                 | Svezia                                                                | UEFA Nations League 2018-2019 - 1º turno                              | -                                                                     |                                                                       |
| 17-11-2018                                                            | Eskişehir                                                             | Turchia                                                               | 0 – 1                                                                 | Svezia                                                                | UEFA Nations League 2018-2019 - 1º turno                              | -                                                                     |                                                                       |
| 20-11-2018                                                            | Solna                                                                 | Svezia                                                                | 2 – 0                                                                 | Russia                                                                | UEFA Nations League 2018-2019 - 1º turno                              | -                                                                     |                                                                       |
| 23-3-2019                                                             | Solna                                                                 | Svezia                                                                | 2 – 1                                                                 | Romania                                                               | Qual. Euro 2020                                                       | -1                                                                    |                                                                       |
| 26-3-2019                                                             | Oslo                                                                  | Norvegia                                                              | 3 – 3                                                                 | Svezia                                                                | Qual. Euro 2020                                                       | -3                                                                    |                                                                       |
| 7-6-2019                                                              | Solna                                                                 | Svezia                                                                | 3 – 0                                                                 | Malta                                                                 | Qual. Euro 2020                                                       | -                                                                     |                                                                       |
| 10-6-2019                                                             | Madrid                                                                | Spagna                                                                | 3 – 0                                                                 | Svezia                                                                | Qual. Euro 2020                                                       | -3                                                                    |                                                                       |
| 5-9-2019                                                              | Tórshavn                                                              | Fær Øer                                                               | 0 – 4                                                                 | Svezia                                                                | Qual. Euro 2020                                                       | -                                                                     |                                                                       |
| 8-9-2019                                                              | Solna                                                                 | Svezia                                                                | 1 – 1                                                                 | Norvegia                                                              | Qual. Euro 2020                                                       | -1                                                                    |                                                                       |
| 12-10-2019                                                            | Ta' Qali                                                              | Malta                                                                 | 0 – 4                                                                 | Svezia                                                                | Qual. Euro 2020                                                       | -                                                                     |                                                                       |
| 15-10-2019                                                            | Stoccolma                                                             | Svezia                                                                | 1 – 1                                                                 | Spagna                                                                | Qual. Euro 2020                                                       | -1                                                                    |                                                                       |
| 15-11-2019                                                            | Bucarest                                                              | Romania                                                               | 0 – 2                                                                 | Svezia                                                                | Qual. Euro 2020                                                       | -                                                                     |                                                                       |
| 5-9-2020                                                              | Solna                                                                 | Svezia                                                                | 0 – 1                                                                 | Francia                                                               | UEFA Nations League 2020-2021 - 1º turno                              | -1                                                                    |                                                                       |
| 8-9-2020                                                              | Solna                                                                 | Svezia                                                                | 0 – 2                                                                 | Portogallo                                                            | UEFA Nations League 2020-2021 - 1º turno                              | -2                                                                    |                                                                       |
| 11-10-2020                                                            | Zagabria                                                              | Croazia                                                               | 2 – 1                                                                 | Svezia                                                                | UEFA Nations League 2020-2021 - 1º turno                              | -2                                                                    |                                                                       |
| 14-10-2020                                                            | Lisbona                                                               | Portogallo                                                            | 3 – 0                                                                 | Svezia                                                                | UEFA Nations League 2020-2021 - 1º turno                              | -3                                                                    |                                                                       |
| 14-11-2020                                                            | Solna                                                                 | Svezia                                                                | 2 – 1                                                                 | Croazia                                                               | UEFA Nations League 2020-2021 - 1º turno                              | -1                                                                    |                                                                       |
| 17-11-2020                                                            | Saint-Denis                                                           | Francia                                                               | 4 – 2                                                                 | Svezia                                                                | UEFA Nations League 2020-2021 - 1º turno                              | -4                                                                    |                                                                       |
| 29-5-2021                                                             | Solna                                                                 | Svezia                                                                | 2 – 0                                                                 | Finlandia                                                             | Amichevole                                                            | -                                                                     |                                                                       |
| 5-6-2021                                                              | Solna                                                                 | Svezia                                                                | 3 – 1                                                                 | Armenia                                                               | Amichevole                                                            | -1                                                                    |                                                                       |
| 14-6-2021                                                             | Siviglia                                                              | Spagna                                                                | 0 – 0                                                                 | Svezia                                                                | Euro 2020 - 1º turno                                                  | -                                                                     |                                                                       |
| 18-6-2021                                                             | San Pietroburgo                                                       | Svezia                                                                | 1 – 0                                                                 | Slovacchia                                                            | Euro 2020 - 1º turno                                                  | -                                                                     |                                                                       |
| 23-6-2021                                                             | San Pietroburgo                                                       | Svezia                                                                | 3 – 2                                                                 | Polonia                                                               | Euro 2020 - 1º turno                                                  | -2                                                                    |                                                                       |
| 29-6-2021                                                             | Glasgow                                                               | Svezia                                                                | 1 – 2 dts                                                             | Ucraina                                                               | Euro 2020 - Ottavi di finale                                          | -2                                                                    |                                                                       |
| 2-9-2021                                                              | Solna                                                                 | Svezia                                                                | 2 – 1                                                                 | Spagna                                                                | Qual. Mondiali 2022                                                   | -1                                                                    |                                                                       |
| 8-9-2021                                                              | Atene                                                                 | Grecia                                                                | 2 – 1                                                                 | Svezia                                                                | Qual. Mondiali 2022                                                   | -2                                                                    |                                                                       |
| 9-10-2021                                                             | Solna                                                                 | Svezia                                                                | 3 – 0                                                                 | Kosovo                                                                | Qual. Mondiali 2022                                                   | -                                                                     |                                                                       |
| 12-10-2021                                                            | Solna                                                                 | Svezia                                                                | 2 – 0                                                                 | Grecia                                                                | Qual. Mondiali 2022                                                   | -                                                                     |                                                                       |
| 11-11-2021                                                            | Batumi                                                                | Georgia                                                               | 2 – 0                                                                 | Svezia                                                                | Qual. Mondiali 2022                                                   | -2                                                                    |                                                                       |
| 14-11-2021                                                            | Siviglia                                                              | Spagna                                                                | 1 – 0                                                                 | Svezia                                                                | Qual. Mondiali 2022                                                   | -1                                                                    |                                                                       |
| 24-3-2022                                                             | Solna                                                                 | Svezia                                                                | 1 – 0 dts                                                             | Rep. Ceca                                                             | Qual. Mondiali 2022                                                   | -                                                                     |                                                                       |
| 29-3-2022                                                             | Chorzów                                                               | Polonia                                                               | 2 – 0                                                                 | Svezia                                                                | Qual. Mondiali 2022                                                   | -2                                                                    |                                                                       |
| 2-6-2022                                                              | Lubiana                                                               | Slovenia                                                              | 0 – 2                                                                 | Svezia                                                                | UEFA Nations League 2022-2023 - 1º turno                              | -                                                                     |                                                                       |
| 5-6-2022                                                              | Solna                                                                 | Svezia                                                                | 1 – 2                                                                 | Norvegia                                                              | UEFA Nations League 2022-2023 - 1º turno                              | -2                                                                    | 90+1’                                                                 |
| 9-6-2022                                                              | Solna                                                                 | Svezia                                                                | 0 – 1                                                                 | Serbia                                                                | UEFA Nations League 2022-2023 - 1º turno                              | -1                                                                    | cap.                                                                  |
| 12-6-2022                                                             | Oslo                                                                  | Norvegia                                                              | 3 – 2                                                                 | Svezia                                                                | UEFA Nations League 2022-2023 - 1º turno                              | -3                                                                    |                                                                       |
| 24-9-2022                                                             | Belgrado                                                              | Serbia                                                                | 4 – 1                                                                 | Svezia                                                                | UEFA Nations League 2022-2023 - 1º turno                              | -4                                                                    |                                                                       |
| 27-9-2022                                                             | Solna                                                                 | Svezia                                                                | 1 – 1                                                                 | Slovenia                                                              | UEFA Nations League 2022-2023 - 1º turno                              | -1                                                                    |                                                                       |
| 19-11-2022                                                            | Malmö                                                                 | Svezia                                                                | 2 – 0                                                                 | Algeria                                                               | Amichevole                                                            | -                                                                     |                                                                       |
| 24-3-2023                                                             | Solna                                                                 | Svezia                                                                | 0 – 3                                                                 | Belgio                                                                | Qual. Euro 2024                                                       | -3                                                                    |                                                                       |
| 27-3-2023                                                             | Solna                                                                 | Svezia                                                                | 5 – 0                                                                 | Azerbaigian                                                           | Qual. Euro 2024                                                       | -                                                                     |                                                                       |
| 20-6-2023                                                             | Vienna                                                                | Austria                                                               | 2 – 0                                                                 | Svezia                                                                | Qual. Euro 2024                                                       | -2                                                                    |                                                                       |
| 9-9-2023                                                              | Tallinn                                                               | Estonia                                                               | 0 – 5                                                                 | Svezia                                                                | Qual. Euro 2024                                                       | -                                                                     |                                                                       |
| 12-9-2023                                                             | Solna                                                                 | Svezia                                                                | 1 – 3                                                                 | Austria                                                               | Qual. Euro 2024                                                       | -3                                                                    |                                                                       |
| 16-10-2023                                                            | Bruxelles                                                             | Belgio                                                                | 1 – 1                                                                 | Svezia                                                                | Qual. Euro 2024                                                       | -1                                                                    |                                                                       |
| 16-11-2023                                                            | Baku                                                                  | Azerbaigian                                                           | 3 – 0                                                                 | Svezia                                                                | Qual. Euro 2024                                                       | -3                                                                    |                                                                       |
| 19-11-2023                                                            | Solna                                                                 | Svezia                                                                | 2 – 0                                                                 | Estonia                                                               | Qual. Euro 2024                                                       | -                                                                     |                                                                       |
| 21-3-2024                                                             | Guimarães                                                             | Portogallo                                                            | 5 – 2                                                                 | Svezia                                                                | Amichevole                                                            | -5                                                                    |                                                                       |
| 25-3-2024                                                             | Solna                                                                 | Svezia                                                                | 1 – 0                                                                 | Albania                                                               | Amichevole                                                            | -                                                                     |                                                                       |
| 5-6-2024                                                              | Copenaghen                                                            | Danimarca                                                             | 2 – 1                                                                 | Svezia                                                                | Amichevole                                                            | -2                                                                    |                                                                       |
| 8-6-2024                                                              | Solna                                                                 | Svezia                                                                | 0 – 3                                                                 | Serbia                                                                | Amichevole                                                            | -3                                                                    |                                                                       |
| 22-3-2025                                                             | Lussemburgo                                                           | Lussemburgo                                                           | 1 – 0                                                                 | Svezia                                                                | Amichevole                                                            | -1                                                                    |                                                                       |
| 6-6-2025                                                              | Budapest                                                              | Ungheria                                                              | 0 – 2                                                                 | Svezia                                                                | Amichevole                                                            | -                                                                     |                                                                       |
| Totale                                                                |                                                                       | Presenze                                                              | 77                                                                    |                                                                       | Reti                                                                  | -88                                                                   |                                                                       |

## Palmarès

### Club
- Campionato svedese: 2

Malmö FF: 2013, 2014
- Supercoppa di Svezia: 2

Malmö FF: 2013, 2014
- Campionato danese: 1

Copenhagen: 2016-2017
- Coppa di Danimarca: 1

Copenaghen: 2016-2017

### Individuali
- Miglior portiere svedese: 1

2018